# 에리트레아 요리

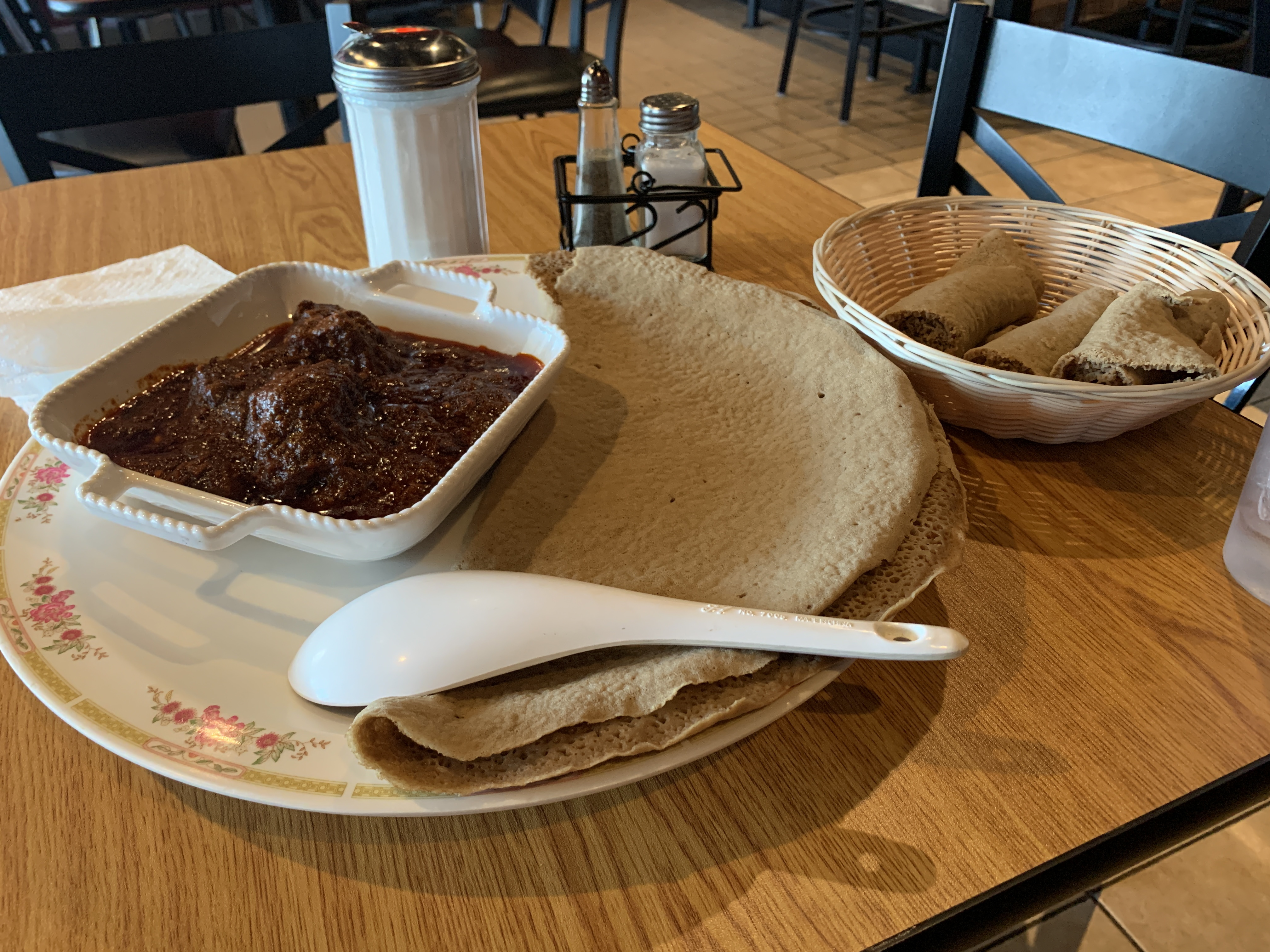
즈그니와 따이타

에리트레아 요리(Eritrea 料理, 티그리냐어: ምግቢ ኤርትረ 므그비 에르트러, 영어: Eritrean cuisine
 에리트레이언 퀴진[*], 아랍어: مطبخ إريتري 마트바크 이리트리이[*])는 동아프리카에 있는 에리트레아의 요리이다. 대개는 밀이나 렌즈콩 등을 이용해서 먹는다. 에리트레아가 역사적으로 에티오피아와 깊은 관련이 있기에 두 나라의 문화적 특질도 상당히 비슷하다.
지역적으로 차이가 아주 큰 편에 속하는데 고지대에서는 따이타라고 하는 음식이 가장 흔하며 매일 매일 먹는다. 밀과 사탕수수로 만드는데 스폰지 모양의 팬케이크와 형태가 흡사하다. 먹을 때는 큰 쟁반에 올려서 식탁 한 가운데에 놓는다. 그러면 모두가 이를 가져다 먹는다. 따이타 위에는 대개 매운 맛이 나는 소스를 얹어서 먹는 것이 특징이다. 그냥 따이타를 손으로 찢어다 먹으며 본인의 접시에 소스나 다른 스튜를 곁들여 먹는다.
대개 따이타와 먹는 스프는 소고기나 양고기, 닭고기와 야채를 곁들여서 우려낸 국물이다. 대부분의 에리트레아인들이 맵거나 향이 강한 것을 좋아하기 때문에 향이 강하다. 이외에도 소고기로 만드는 것을 지그니, 닭고기로 만든 스프를 써브히라고 부른다.
저지대에서는 아켈렛이라는 음식이 주를 이루며 밀가루 반죽으로 만든 죽으로 생각하면 된다. 끓인 다음에는 요구르트나 버터 혹은 우유를 곁들여 먹는 것이 특징이며 반죽이 시간이 지나서 모양이 깨지면 떠다가 먹거나 뜯어 먹는다.

## 같이 보기
- 아랍 요리
- 아프리카 요리